# .sm
.sm ist die länderspezifische Top-Level-Domain (ccTLD) des Staates San Marino. Sie wurde am 16. August 1995 eingeführt und wird von der Telecom Italia beziehungsweise deren Niederlassung im Land verwaltet.